# إيفان فارغيتش
إيفان فارغيتش (بالكرواتية: Ivan Vargić)‏ (مواليد 15 مارس 1987) هو لاعب كرة قدم. يلعب مع منتخب كرواتيا لكرة القدم. سبق له أن لعب في بطولة أمم أوروبا لكرة القدم 2016 مع منتخب بلاده.

## روابط خارجية
- إيفان فارغيتش على موقع اتحاد كرواتيا (الكرواتية)
- إيفان فارغيتش على موقع قاعدة بيانات كرة القدم.إي يو (الإنجليزية)
- إيفان فارغيتش على موقع ناشيونال فوتبول تيمز (الإنجليزية)
- إيفان فارغيتش على موقع Soccerway.com (الإنجليزية)
- إيفان فارغيتش على موقع AS.com (الإسبانية)